# Test 3 D d'identification de l'antisémitisme
Le Test 3 D d'identification de l'antisémitisme est un jeu de critères permettant de distinguer la critique légitime de l'État d'Israël de l'antisémitisme. Ce test a été développé par Natan Sharansky, écrivain, un ancien refuznik et homme politique israélien. Ce test a été publié en 2004 dans Jewish Political Studies Review.
Ce test sert d'outil conceptuel pour définir les limites entre la critique légitime de l'État d'Israël, de ses actions et de sa politique, et une critique non légitime qui devient de l'antisémitisme. Le professeur Irwin Cotler, professeur de droit à l'université McGill et spécialiste des droits de l'homme explique que : 
« Nous devons fixer certaines limites où elle [la critique d'Israël] dépasse la ligne, car je suis un de ceux qui croient sérieusement, non seulement à la liberté d'expression, mais aussi aux débats et discussions, à la dialectique et tout ce qui s'en approche. Si vous dites trop facilement que tout est de l'antisémitisme, alors rien n'est antisémite et nous ne pouvons plus faire de distinction. »
Le « Test 3 D d'identification de l'antisémitisme » réfute les arguments qui prétendent que « toute critique de l'État d'Israël est considérée comme de l'antisémitisme et que pour cette raison la critique légitime est ignorée ». Ce test a été adopté par l'Agence des droits fondamentaux de l'Union européenne et par le département d'État des États-Unis,. Il a été critiqué pour « une insuffisance de rigueur dans le cas d'une utilisation sans modification dans des buts académiques ou gouvernementaux ».

## Principes fondamentaux
La théorie peut être appliquée à de nombreuses situations différentes, et principalement à de l'antisémitisme non classique, c'est-à-dire plus subtil et donc plus difficile à reconnaître, comme par exemple prendre la forme d'une attaque de l'État d'Israël.
Comme l'explique Natan Sharansky : « caché derrière l'apparence d'une critique légitime d'Israël, ce nouvel antisémitisme est beaucoup plus difficile à dénoncer ». Avec ce test, une personne peut analyser un nouvel article, un éditorial, une interview ou même une manifestation, et voir si la critique exprimée dépasse les limites ou au moins un des « D » suivants.

### Délégitimation

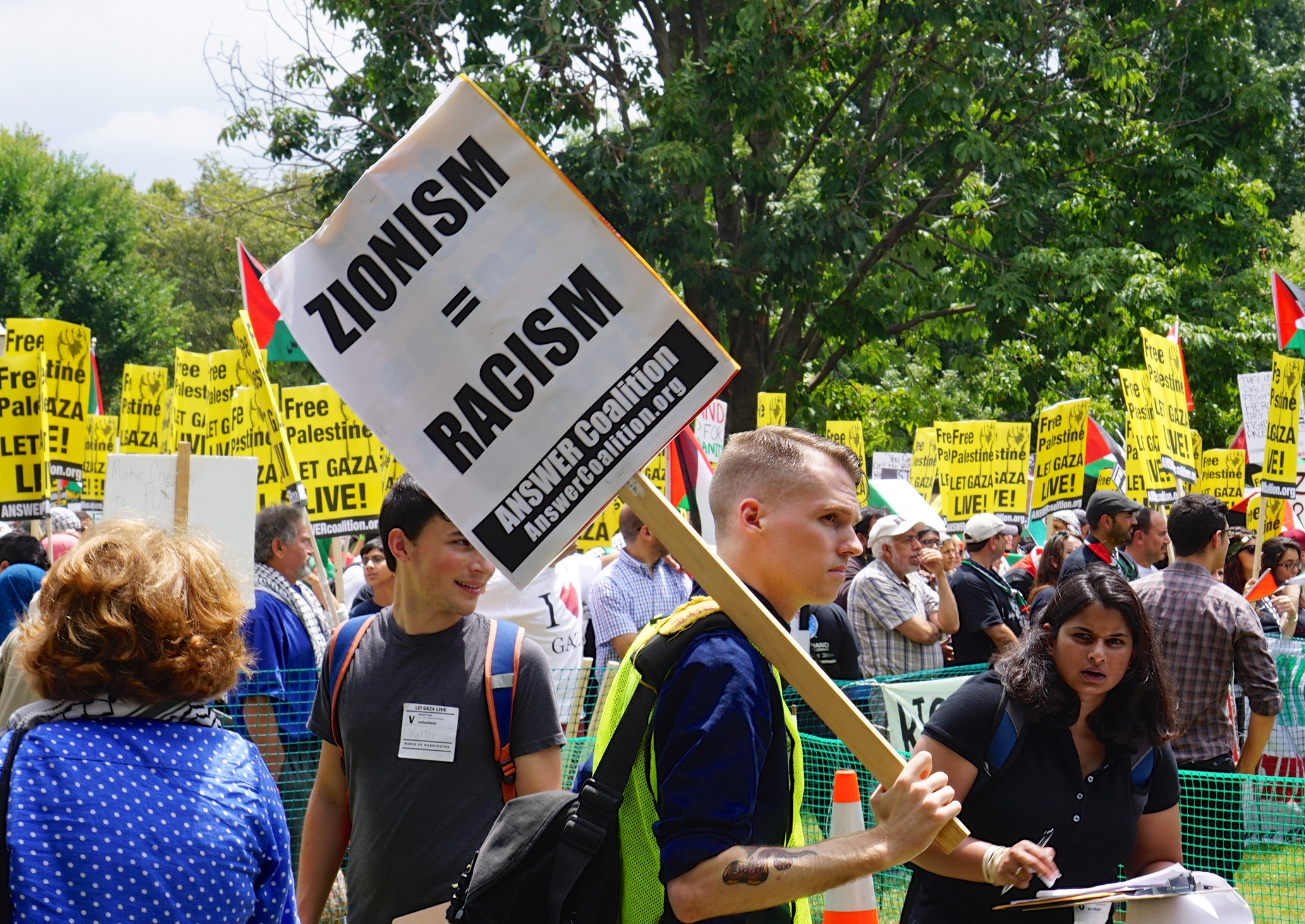
Manifestation pro-Gaza à Washington DC, août 2014.

Le terme délégitimation se réfère à dénier au peuple juif le droit à l'autodétermination, c'est-à-dire à proclamer que l'existence de l'État d'Israël est une entreprise raciste,. Ce discours discrimine les Juifs en leur refusant leur droit fondamental à l'autodétermination, tel que déterminé par les lois internationales. Comme toute discrimination à l'encontre d'un groupe ethnique, religieux, racial ou national spécifique est considérée comme du racisme, la délégitimation du droit du peuple juif à l'autodétermination est du racisme anti-juif, c'est-à-dire de l'antisémitisme.
Per Ahlmark, ancien vice-premier ministre de Suède, et l'un des grands acteurs de la lutte contre l'antisémitisme écrit : 
« Comparé à la plupart des flambées antijuives antérieures, ce nouvel antisémitisme est moins souvent dirigé contre des Juifs en tant qu'individus. Il attaque principalement les Juifs de façon collective, l'État d'Israël et alors avec ces attaques, démarre une réaction en chaine d'attaques contre des individus juifs et des institutions juives. […] Dans le passé, les antisémites les plus dangereux étaient ceux qui voulaient rendre le monde judenrein, libre de Juifs. Aujourd'hui, les plus dangereux antisémites sont peut-être ceux qui veulent rendre le monde judenstaatrein, libre d'un état juif. »
Irwin Cotler, député canadien et professeur à l'université McGill définit la délégitimation comme l'une des neuf façons de ce qu'il appelle le nouvel antisémitisme. Cotler utilise le terme d’antisémitisme politique pour décrire le refus d'accorder au peuple juif le droit à l'autodétermination et la délégitimation d'Israël comme état.

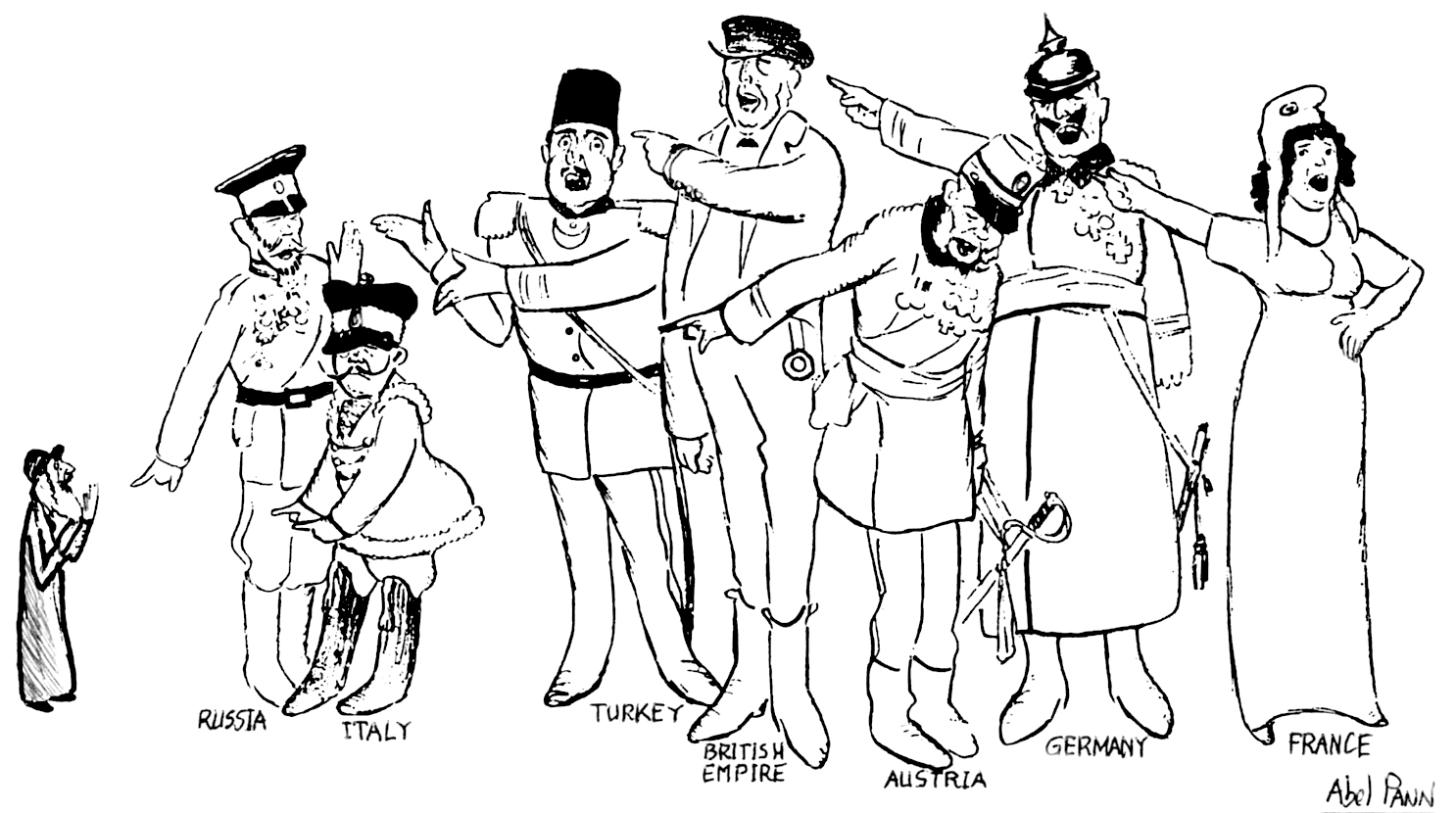
Dessin dénonçant le populisme des dirigeants désignant « le Juif » comme responsable des maux de l'Europe, Abel Pann, 1915.

### Double standard
Le second « D » se réfère à l'application de différents principes dans des situations similaires. Si une personne critique Israël et seulement Israël sur certains points, mais choisit d'ignorer des situations similaires dans d'autres pays, il pratique une politique de double standard à l'encontre d'Israël,. L'application d'un standard moral différent pour les Juifs et pour Israël, par rapport au reste du monde, comme la délégitimation, discrimine un groupe spécifique et est considéré comme de l'antisémitisme.

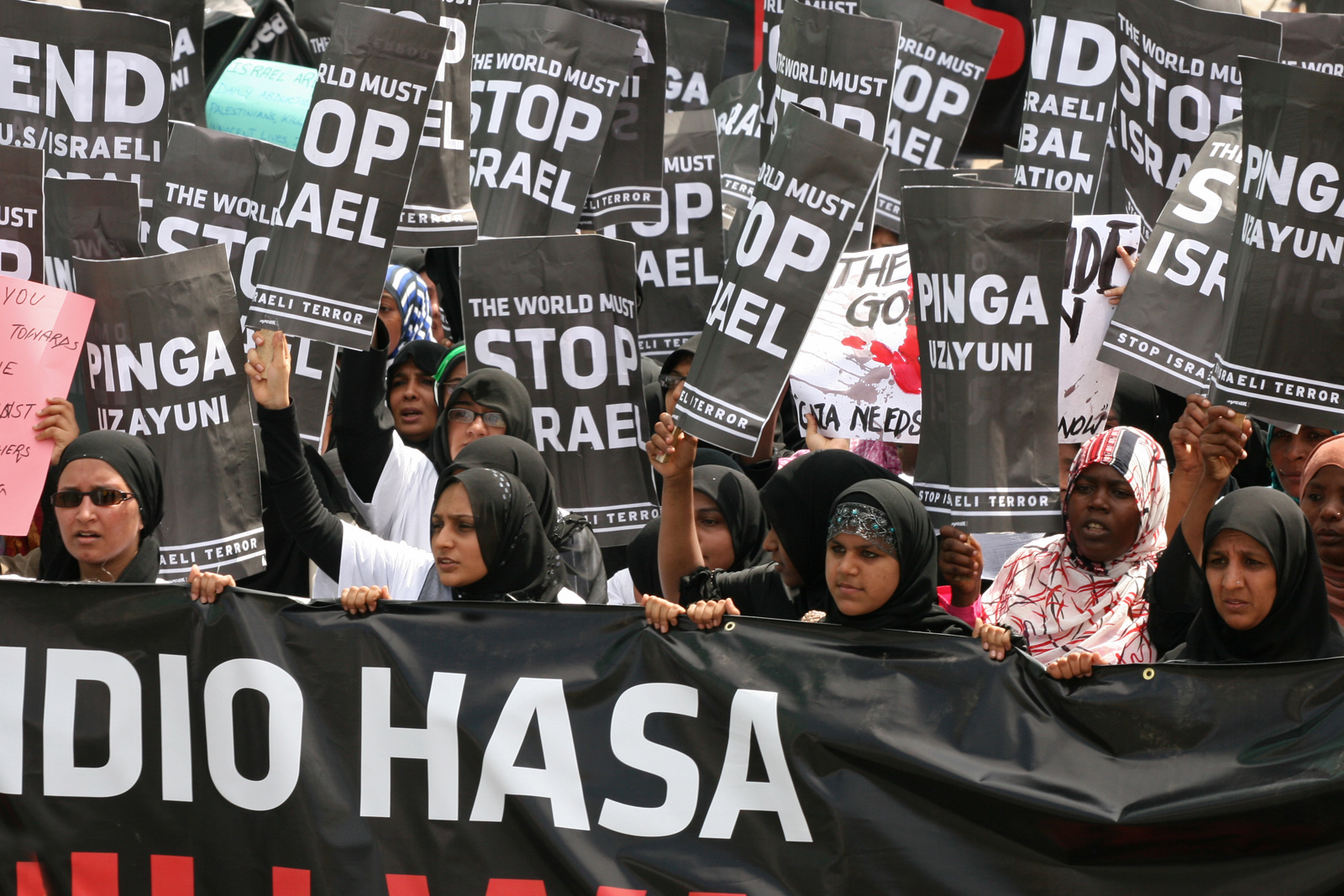
Manifestation contre Israël, Tanzanie, janvier 2009.

Des arguments semblables ont été développés par le journaliste américain Thomas Friedman. Il affirme que les mouvements Boycott, désinvestissement et sanctions (BDS) qui ignorent la situation en Syrie, en Arabie saoudite et en Iran, sont hypocrites et antisémites. De même Friedman écrit que : « critiquer Israël n'est pas de l'antisémitisme, et le dire est méprisable. Mais faire d'Israël la cible de l'opprobre et des sanctions internationales, hors de toute proportion avec quelque autre pays du Moyen-Orient, c'est de l'antisémitisme, et ne pas le dire est malhonnête ».
Ainsi, en 2016, le Secrétaire général des Nations Unies Ban Ki-Moon constate que « des décennies de manœuvres politiques ont créé un nombre disproportionné de résolutions, rapports et comités contre Israël » (68 résolutions contre Israël et 67 concernant tout le reste du monde entre 2006 et 2017),,. Comme Thomas Friedman, le professeur Irwin Cotler définit le double standard comme l'une des neuf façons de ce qu'il appelle le nouvel antisémitisme. Cotler considère le refus d'appliquer à Israël une égalité devant la loi sur la scène internationale (c'est-à-dire « le traitement différent et discriminatoire d'Israël sur la scène internationale ») comme un nouvel acte antisémite.

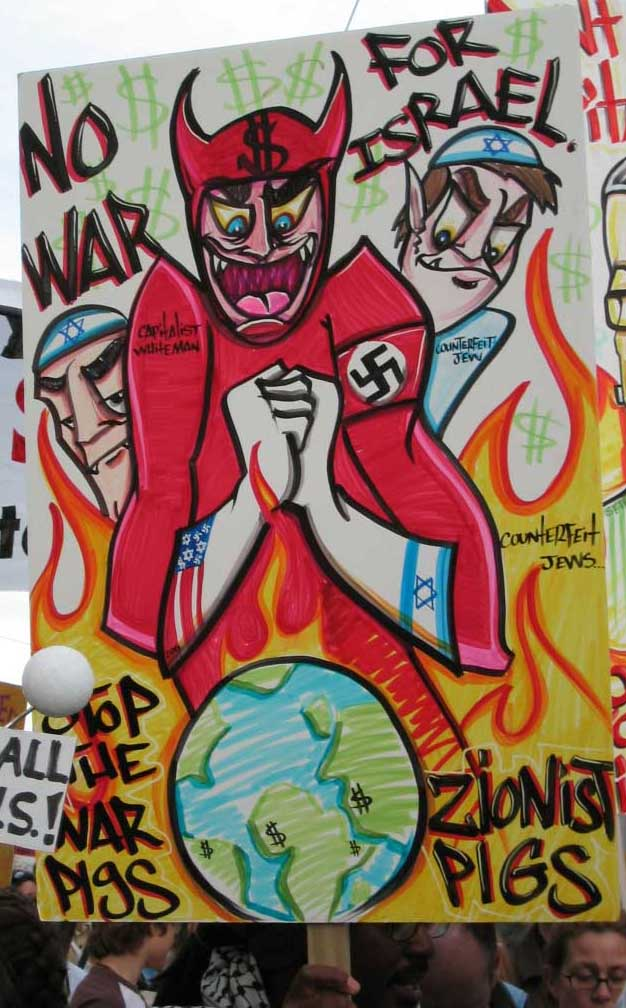
Pancarte explicite lors d'une « manifestation anti-guerre », San Francisco, 2003.

### Diabolisation
Le dernier « D » se réfère à la représentation de certains groupes comme diabolique, démoniaque ou satanique. L'Agence des droits fondamentaux de l'Union européenne considère comme de l'antisémitisme « le fait d'accuser les Juifs de conspirer pour nuire à l'humanité et de blâmer les Juifs pour les choses qui ne vont pas. Ceci peut être exprimé dans des discours, par écrit, sous formes visuelles ou par des actions, et utilise de sinistres stéréotypes et des traits de caractère négatifs »,.. Si la critique utilise des métaphores, des images, de la rhétorique qui sous-entend que les Israéliens ou les Juifs sont maléfiques, c'est encore une fois la projection de l'accusation de meurtre rituel.
Un exemple est l'allégation fallacieuse, déshumanisante, diabolisante ou stéréotype sur les Juifs en tant que tels ou sur la puissance des Juifs en tant que collectivité, tel que, mais pas exclusivement, le mythe de la conspiration juive sur le monde, ou que les Juifs contrôlent les médias, l'économie, le gouvernement ou d'autres institutions sociétales,.

## Réactions
Jonathan Judaken, professeur au Rhodes College, écrit que « les critères de diabolisation, de délégitimation et de double standard pour délimiter quand la critique d’Israël devient de la judéophobie sont un début utile, mais sont encore ténus et posent des problèmes ».
Kenneth L. Marcus (en), professeur d’Égalité et Justice au Baruch College, affirme que : « Bien que le test des 3 D de Sharansky soit utile, en partie pour son habileté mnémonique, j'ai soutenu dans Jewish Identity and Civil Rights in America qu'il manque de suffisamment de rigueur pour être utilisé tel quel sans modification dans des buts académiques ou gouvernementaux ».